# Бокшитура
Бокшитура (рум. Bocșitura) — село у повіті Алба в Румунії. Адміністративно підпорядковане місту Куджир.
Село розташоване на відстані 256 км на північний захід від Бухареста, 36 км на південь від Алба-Юлії, 113 км на південь від Клуж-Напоки.

## Населення
За даними перепису населення 2002 року у селі проживали 27 осіб, з них 25 осіб (92,6%) румунів. Усі жителі села рідною мовою назвали румунську.